# 奥索拉共和国

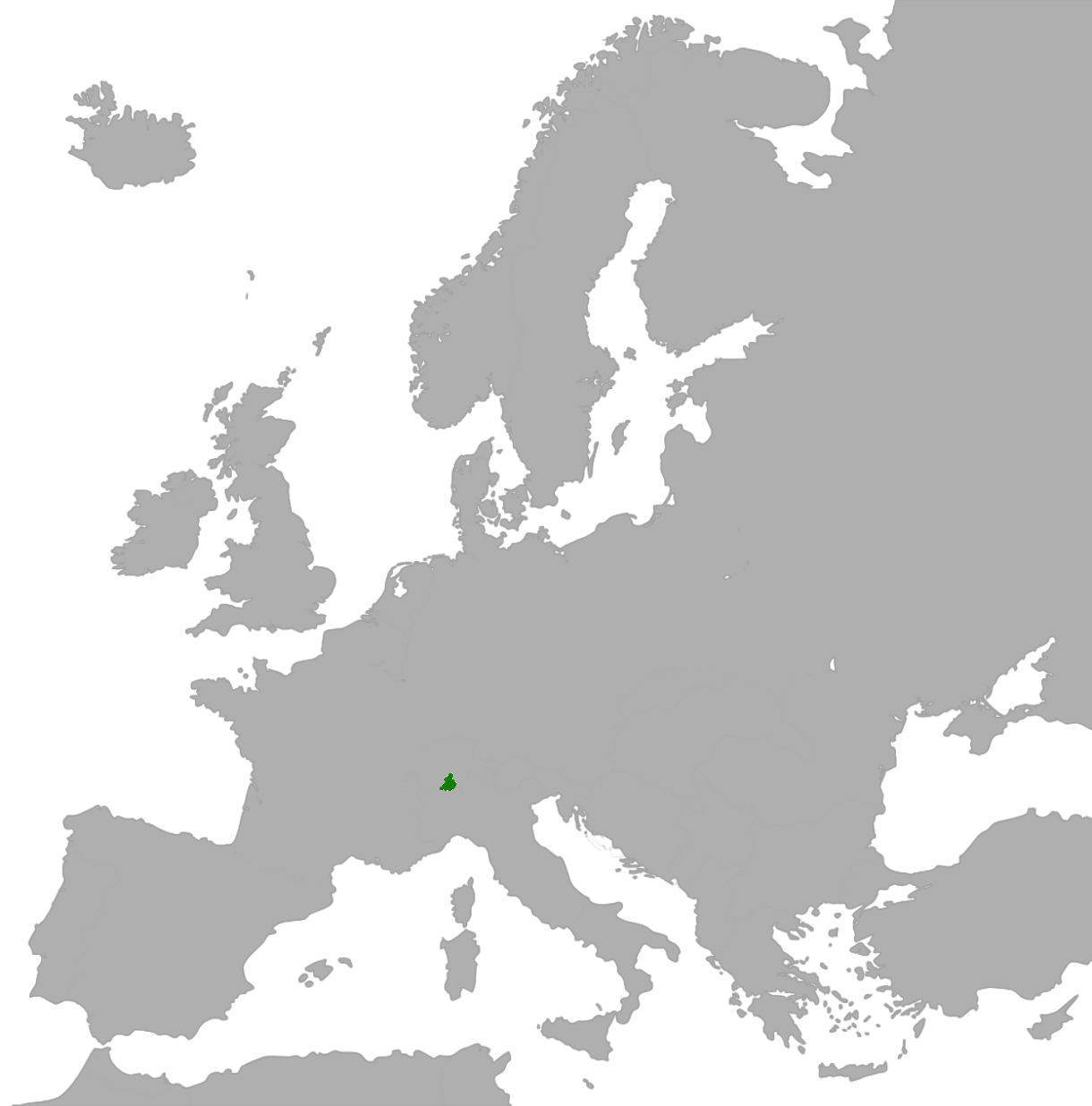
奧索拉共和國在歐洲的位置

奥索拉共和国（義大利語：Repubblica dell'Ossola）是一个在1944年9月10日成立于北意大利的游击队共和国；1944年10月23日，軸心國军队消滅该共和国。